# Lichenostomus melanops cassidix
Lichenostomus melanops cassidix  (Eng.: Helmeted honeyeater) is een zangvogel uit de familie Meliphagidae (honingeters). Het is een ondersoort van de geelpluimhoningeter die alleen voorkomt als relictpopulatie in de Australische deelstaat Victoria in het natuurreservaat Yellingbo, 48 km ten oosten van Melbourne. Het is de enige vogelsoort die exclusief voorkomt in deze deelstaat en sinds 1971 het beeldmerk is voor de fauna van Victoria.

## Beschrijving
De vogel is 17 tot 23 cm lang en weegt 30 tot 40 g. Deze ondersoort is 7 tot 17% langer dan de nominaat en 40 tot 43% zwaarder. Het is de grootste en felst geel gekleurde ondersoort van de geelpluimhoningeters. Opvallend is het zwarte masker, dat ook groter is dan bij de andere ondrsoorten. Verder is de kuif op de kruin ("helm")  meer uitgesproken en vallen de gele uiteinden van de verder zwarte veren rond het oor (oorpluimen) meer op.

## Status
Sinds 6 november 2014 staat deze ondersoort als ernstig bedreigde soort op in de Australian Environment Protection and Biodiversity Conservation Act. Ook volgens regelgeving van de deelstaat Victoria geldt de vogel als een ernstig bedreigde diersoort. Er is een speciaal beschermingsplan. Voor een deel worden eieren onder gecontroleerde omstandigheden uitgebroed en de vogels verder gekweekt om ze later los te laten in het wild. Het kweekprogramma voorziet in het voorkomen van inteelt. Het natuurreservaat Yellingbo wordt zorgvuldig beheerd. Uitheemse dieren en planten die schadelijk zijn voor de inheemse flora en fauna worden verwijderd.